# Ida de Tosny
Ida de Tosny, död efter 1181, var en engelsk mätress.
Hon blev uppmärksammad för det förhållande hon hade med kung Henrik II av England. Hon var kungens myndling och fosterbarn, och blev runt 1167 mor till hans son William Longespee. Hon gifte sig 1181 med Roger Bigod, 2nd Earl of Norfolk.